# The Wedding (How I Met Your Mother)
"The Wedding" es el episodio número 12 de la primera temporada de How I Met Your Mother. Se transmitió el 9 de enero de 2006.

## Trama
Ted se preocupa sobre encontrar una cita para la boda de sus amigos, Claudia y Stuart. Cuando Robin anuncia que ella y su novio Derek han terminado, Ted decide invitarla a la boda y ella acepta. Pero cuando Ted se topa con Claudia dos días antes de la boda y menciona que traerá una pareja, Claudia le dice que él no dijo que traería a un invitado en su reserva y le prohíbe traer una pareja. Ted intenta decirle a Robin que no podrá llevarla, pero él se acobarda cuando ve a Robin con el vestido que compró para la boda. 
Cuando él le dice a Lily su problema, Lily sugiere que Ted le pregunte a Stuart si puede llevar una pareja. Stuart dice que sí, Ted puede llevarla. Ted está emocionado que él y Robin tendrán una tarde romántica que quizás los lleve a estar juntos hasta que Claudia llama para decir que la boda ha sido cancelada. Aparentemente, Stuart, al decirle a Claudia que Ted podía llevar una pareja, llevó a una gran discusión y la pareja terminó. Preocupado en sus amigos y no querer decepcionar a Robin, quien está contenta de ir a la boda, Marshall y Ted van a hablar con Stuart y Lily va a hablar con Claudia en MacLaren's. 
Stuart le dice a Ted y Marshall que se dio cuenta de que extraña ser soltero. Ted intenta asegurarle a Stuart que todos tienen dudas sobre el compromiso, pero esas dudas no deberían mantenerlo alejado de casarse. Pero cuando Ted le pide a Marshall que lo apoye, Marshall le dice a Stuart que no debería casarse, que si hacer un compromiso con Claudia no es fácil entonces no es la indicada para él. En MacLaren's, Barney encuentra a Claudia quién está esperando por Lily y él le ofrece simpatía y mucho alcohol, tratando de acostarse con ella. Lily aleja a Barney de Claudia mientras llega Stuart con Ted y Marshall. Debido a las palabras de Marshall, Stuart se disculpa con Claudia y la pareja regresa. Con unos tragos más, Claudia finalmente está de acuerdo en permitir a Robin en la boda. 
En la noche de la boda, llega Ted al apartamento de Robin para recogerla, pero antes de irse, Robin recibe una llamada. Su productor la está llamando para ofrecerle la oportunidad de dar las noticias esa noche. Ted le dice que vaya, a pesar de estar decepcionado. Ted va a la boda solo y Claudia le muestra su tarjeta la cual no dijo que iría con una pareja, sino solo. Ted le dice a Barney que está listo para ser soltero cuando ve a una chica en la boda.
Mientras tanto, Marshall y Lily comienzan a planear su boda, pero están en desacuerdo en qué tipo de ceremonia tener. Lily quiere una boda en un bosque mientras que Marshall quiere una boda en un lugar cerrado con una banda. Pero en la boda de Claudia y Stuart, finalmente se ponen de acuerdo con algo: bocanadas de cangrejo.